# Campeonato Brasileiro de Futebol Sub-20 de 2019
O Campeonato Brasileiro de Futebol Sub-20 de 2019 é a quinta edição da competição organizada pela Confederação Brasileira de Futebol (CBF), disputada apenas por jogadores nascidos a partir de 1999, ou seja, a competição é restrito à categoria Sub-20.

## Formato e regulamento
O campeonato é disputado em quatro fases: na primeira fase os 20 clubes jogam no modelo de pontos corridos em turno único. Os oito primeiros se classificarão para as quartas-de-final; na segunda fase (quartas-de-final) os clubes se enfrentarão no sistema eliminatório (“mata-mata”) classificando-se o vencedor de cada grupo para a terceira fase (semifinal) os clubes se enfrentaram no sistema eliminatório classificando-se o vencedor de cada grupo para a quarta fase (final), onde os dois clubes se enfrentarão também no sistema eliminatório para definir o campeão. 
1. Primeira fase: 20 clubes jogam todos contra todos em turno único
2. Segunda Fase (quartas-de-final): oito clubes distribuídos em quatro grupos de dois clubes cada
3. Terceira fase (semifinal): quatro clubes distribuídos em dois grupos de dois clubes cada
4. Quarta fase (final): em um grupo de dois clubes, de onde sairá o campeão

### Critérios de desempate
Em caso de empate de pontos entre dois clubes, os critérios de desempate serão aplicados na seguinte ordem:
1. Número de vitórias
2. Saldo de gols
3. Gols marcados
4. Número de cartões vermelhos
5. Número de cartões amarelos
6. Sorteio

## Participantes
Disputado pelos 20 (vinte) melhores clubes colocados no Ranking Nacional de Clubes, em 2019.
| Clube                | Cidade         | Estado | Títulos        |
| -------------------- | -------------- | ------ | -------------- |
| América              | Belo Horizonte | MG     | 0 (não possui) |
| Athlético Paranaense | Curitiba       | PR     | 0 (não possui) |
| Atlético Mineiro     | Belo Horizonte | MG     | 0 (não possui) |
| Bahia                | Salvador       | BA     | 0 (não possui) |
| Botafogo             | Rio de Janeiro | RJ     | 1 (2016)       |
| Chapecoense          | Chapecó        | SC     | 0 (não possui) |
| Corinthians          | São Paulo      | SP     | 0 (não possui) |
| Coritiba             | Curitiba       | PR     | 0 (não possui) |
| Cruzeiro             | Belo Horizonte | MG     | 1 (2017)       |
| Flamengo             | Rio de Janeiro | RJ     | 1 (2019)       |
| Fluminense           | Rio de Janeiro | RJ     | 1 (2015)       |
| Grêmio               | Porto Alegre   | RS     | 0 (não possui) |
| Internacional        | Porto Alegre   | RS     | 0 (não possui) |
| Palmeiras            | São Paulo      | SP     | 1 (2018)       |
| Ponte Preta          | Campinas       | SP     | 0 (não possui) |
| Santos               | Santos         | SP     | 0 (não possui) |
| São Paulo            | São Paulo      | SP     | 0 (não possui) |
| Sport                | Recife         | PE     | 0 (não possui) |
| Vasco da Gama        | Rio de Janeiro | RJ     | 0 (não possui) |
| Vitória              | Salvador       | BA     | 0 (não possui) |

## Primeira fase
| Pos | Times                | Pts | J  | V  | E | D  | GP | GC | SG  | Classificação                     |
| --- | -------------------- | --- | -- | -- | - | -- | -- | -- | --- | --------------------------------- |
| 1   | Vasco da Gama        | 42  | 19 | 13 | 3 | 3  | 33 | 16 | +17 | Classificados às quartas-de-final |
| 2   | Corinthians          | 41  | 19 | 13 | 2 | 4  | 30 | 13 | +17 | Classificados às quartas-de-final |
| 3   | Flamengo             | 41  | 19 | 12 | 5 | 2  | 38 | 18 | +20 | Classificados às quartas-de-final |
| 4   | Palmeiras            | 36  | 19 | 11 | 3 | 5  | 29 | 17 | +12 | Classificados às quartas-de-final |
| 5   | Cruzeiro             | 34  | 19 | 9  | 7 | 3  | 25 | 18 | +7  | Classificados às quartas-de-final |
| 6   | Fluminense           | 32  | 19 | 10 | 2 | 7  | 29 | 25 | +4  | Classificados às quartas-de-final |
| 7   | São Paulo            | 31  | 19 | 9  | 4 | 6  | 31 | 19 | +12 | Classificados às quartas-de-final |
| 8   | Atlético Mineiro     | 31  | 19 | 9  | 4 | 6  | 28 | 20 | +8  | Classificados às quartas-de-final |
| 9   | América Mineiro      | 27  | 19 | 8  | 3 | 8  | 25 | 28 | –3  |                                   |
| 10  | Sport                | 27  | 19 | 7  | 6 | 6  | 25 | 27 | –2  |                                   |
| 11  | Athletico Paranaense | 26  | 19 | 7  | 5 | 7  | 32 | 29 | +3  |                                   |
| 12  | Bahia                | 23  | 19 | 6  | 5 | 8  | 14 | 19 | –5  |                                   |
| 13  | Santos               | 23  | 19 | 6  | 5 | 8  | 28 | 36 | –8  |                                   |
| 14  | Vitória              | 22  | 19 | 6  | 4 | 9  | 18 | 25 | –7  |                                   |
| 15  | Coritiba             | 21  | 19 | 6  | 3 | 10 | 18 | 28 | –10 |                                   |
| 16  | Botafogo             | 19  | 19 | 5  | 4 | 10 | 21 | 30 | –9  |                                   |
| 17  | Internacional        | 17  | 19 | 4  | 5 | 10 | 23 | 32 | –9  |                                   |
| 18  | Grêmio               | 17  | 19 | 4  | 5 | 10 | 22 | 33 | –11 |                                   |
| 19  | Chapecoense          | 13  | 19 | 4  | 1 | 14 | 20 | 36 | –16 |                                   |
| 20  | Ponte Preta          | 6   | 19 | 0  | 6 | 13 | 8  | 28 | –20 |                                   |

## Fase Final
Em itálico, as equipes que possuem o mando de campo no primeiro jogo do confronto e em negrito as equipes classificadas.
|  | Quartas de final              | Quartas de final              | Quartas de final              | Quartas de final              |   |             | Semifinais         | Semifinais         | Semifinais         | Semifinais         |  |           | Final                          | Final                          | Final                          | Final                          |  |  |
|  | 22 de outubro a 3 de novembro | 22 de outubro a 3 de novembro | 22 de outubro a 3 de novembro | 22 de outubro a 3 de novembro |   |             | 7 a 17 de novembro | 7 a 17 de novembro | 7 a 17 de novembro | 7 a 17 de novembro |  |           | 28 de novembro e 1 de dezembro | 28 de novembro e 1 de dezembro | 28 de novembro e 1 de dezembro | 28 de novembro e 1 de dezembro |  |  |
|  |                               |                               |                               |                               |   |             |                    |                    |                    |                    |  |           |                                |                                |                                |                                |  |  |
|  | Cruzeiro                      | 1                             | 1                             | 2                             |   |             |                    |                    |                    |                    |  |           |                                |                                |                                |                                |  |  |
|  | Palmeiras                     | 0                             | 3                             | 3                             |   |             |                    |                    |                    |                    |  |           |                                |                                |                                |                                |  |  |
|  | Palmeiras                     | 0                             | 3                             | 3                             |   | Palmeiras   | 1                  | 1                  | 2                  |                    |  |           |                                |                                |                                |                                |  |  |
|  |                               |                               |                               |                               |   | Palmeiras   | 1                  | 1                  | 2                  |                    |  |           |                                |                                |                                |                                |  |  |
|  |                               | Vasco da Gama                 | 1                             | 0                             | 1 |             |                    |                    |                    |                    |  |           |                                |                                |                                |                                |  |  |
|  | Atlético Mineiro              | Vasco da Gama                 | 1                             | 0                             | 1 | 1           | 0                  | 1 (1)              |                    |                    |  |           |                                |                                |                                |                                |  |  |
|  | Atlético Mineiro              |                               |                               |                               |   | 1           | 0                  | 1 (1)              |                    |                    |  |           |                                |                                |                                |                                |  |  |
|  | Vasco da Gama (pen)           | 0                             | 1                             | 1 (3)                         |   |             |                    |                    |                    |                    |  |           |                                |                                |                                |                                |  |  |
|  | Vasco da Gama (pen)           | 0                             | 1                             | 1 (3)                         |   |             |                    |                    |                    |                    |  | Palmeiras | 1                              | 0                              | 1                              |                                |  |  |
|  |                               |                               |                               |                               |   |             |                    |                    |                    |                    |  | Palmeiras | 1                              | 0                              | 1                              |                                |  |  |
|  |                               | Flamengo                      | 0                             | 3                             | 3 |             |                    |                    |                    |                    |  |           |                                |                                |                                |                                |  |  |
|  | São Paulo                     | Flamengo                      | 0                             | 3                             | 3 | 1           | 1                  | 2                  |                    |                    |  |           |                                |                                |                                |                                |  |  |
|  | São Paulo                     |                               |                               |                               |   | 1           | 1                  | 2                  |                    |                    |  |           |                                |                                |                                |                                |  |  |
|  | Corinthians                   | 1                             | 2                             | 3                             |   |             |                    |                    |                    |                    |  |           |                                |                                |                                |                                |  |  |
|  | Corinthians                   | 1                             | 2                             | 3                             |   | Corinthians | 1                  | 0                  | 1                  |                    |  |           |                                |                                |                                |                                |  |  |
|  |                               |                               |                               |                               |   | Corinthians | 1                  | 0                  | 1                  |                    |  |           |                                |                                |                                |                                |  |  |
|  |                               | Flamengo                      | 2                             | 0                             | 2 |             |                    |                    |                    |                    |  |           |                                |                                |                                |                                |  |  |
|  | Fluminense                    | Flamengo                      | 2                             | 0                             | 2 | 0           | 1                  | 1                  |                    |                    |  |           |                                |                                |                                |                                |  |  |
|  | Fluminense                    |                               |                               |                               |   | 0           | 1                  | 1                  |                    |                    |  |           |                                |                                |                                |                                |  |  |
|  | Flamengo                      | 3                             | 2                             | 5                             |   |             |                    |                    |                    |                    |  |           |                                |                                |                                |                                |  |  |

### Final
Jogo de ida
| 28 de novembro | Palmeiras        | 1 – 0  | Flamengo | Estádio do Pacaembu, São Paulo |
| 18:30          | Gabriel Silva 6' | Súmula |          | Árbitro: Vinícius Furlan       |

| Palmeiras | Flamengo |

Jogo de volta
| 1 de dezembro | Flamengo                                           | 3 – 0  | Palmeiras | Estádio Kleber Andrade, Cariacica-ES   |
| 14:00         | Yuri César 28' · Wendel 70' · Guilherme Bala 90+5' | Súmula |           | Árbitro: Rodrigo Carvalhães de Miranda |

| Flamengo | Palmeiras |

## Premiação
| Campeonato Brasileiro Sub-20 de 2019 |
| Rio de Janeiro                       |
| ------------------------------------ |
| Flamengo Campeão (1.º título)        |

## Artilharia
| Gols | Jogador          | Equipe               |
| ---- | ---------------- | -------------------- |
| 15   | Evanilson        | Fluminense           |
| 11   | Yuri César       | Flamengo             |
| 11   | Jair             | Athletico Paranaense |
| 9    | Rodrigo Carvalho | Flamengo             |
| 8    | Thiago           | Cruzeiro             |

## Classificação geral
| Pos | Equipes              | Pts | J  | V  | E | D  | GP | GC | SG  | Classificação                    |
| --- | -------------------- | --- | -- | -- | - | -- | -- | -- | --- | -------------------------------- |
| 1   | Flamengo             | 54  | 25 | 16 | 6 | 3  | 48 | 21 | +27 | Finalistas                       |
| 2   | Palmeiras            | 46  | 25 | 14 | 4 | 7  | 35 | 23 | +12 | Finalistas                       |
| 3   | Corinthians          | 46  | 23 | 14 | 4 | 5  | 34 | 17 | +17 | Eliminados nas semifinais        |
| 4   | Vasco da Gama        | 46  | 23 | 14 | 4 | 5  | 35 | 19 | +16 | Eliminados nas semifinais        |
| 5   | Cruzeiro             | 37  | 21 | 10 | 7 | 4  | 27 | 21 | +6  | Eliminados nas quartas-de-finais |
| 6   | Atlético Mineiro     | 34  | 21 | 10 | 4 | 7  | 29 | 21 | +8  | Eliminados nas quartas-de-finais |
| 7   | Fluminense           | 32  | 21 | 10 | 2 | 9  | 30 | 30 | 0   | Eliminados nas quartas-de-finais |
| 8   | São Paulo            | 32  | 21 | 9  | 5 | 7  | 33 | 22 | +11 | Eliminados nas quartas-de-finais |
| 9   | América Mineiro      | 27  | 19 | 8  | 3 | 8  | 25 | 28 | –3  | Eliminados na primeira fase      |
| 10  | Sport                | 27  | 19 | 7  | 6 | 6  | 25 | 27 | –2  | Eliminados na primeira fase      |
| 11  | Athletico Paranaense | 26  | 19 | 7  | 5 | 7  | 32 | 29 | +3  | Eliminados na primeira fase      |
| 12  | Bahia                | 23  | 19 | 6  | 5 | 8  | 14 | 19 | –5  | Eliminados na primeira fase      |
| 13  | Santos               | 23  | 19 | 6  | 5 | 8  | 28 | 36 | –8  | Eliminados na primeira fase      |
| 14  | Vitória              | 22  | 19 | 6  | 4 | 9  | 18 | 25 | –7  | Eliminados na primeira fase      |
| 15  | Coritiba             | 21  | 19 | 6  | 3 | 10 | 18 | 28 | –10 | Eliminados na primeira fase      |
| 16  | Botafogo             | 19  | 19 | 5  | 4 | 10 | 21 | 30 | –9  | Eliminados na primeira fase      |
| 17  | Internacional        | 17  | 19 | 4  | 5 | 10 | 23 | 32 | –9  | Eliminados na primeira fase      |
| 18  | Grêmio               | 17  | 19 | 4  | 5 | 10 | 22 | 33 | –11 | Eliminados na primeira fase      |
| 19  | Chapecoense          | 13  | 19 | 4  | 1 | 14 | 20 | 36 | –16 | Eliminados na primeira fase      |
| 20  | Ponte Preta          | 6   | 19 | 0  | 6 | 13 | 8  | 28 | –20 | Eliminados na primeira fase      |

## Ligações Externas
- Confederação Brasileira de Futebol - CBF